# Halflife (EP)
Halflife — второй EP итальянской готик-метал-группы Lacuna Coil, выпущенный Century Media в 2000 году после дебютного студийного альбома In A Reverie. Включает в себя 5 песен, среди которых присутствуют инструментальная композиция «Trance Awake» и кавер на «Stars», песню Dubstar. Кроме того, композиция «Senzafine», исполненная на итальянском языке, была перезаписана и переиздана во втором студийном альбоме Lacuna Coil «Unleashed Memories».

## Список композиций
| №  | Название                         | Длительность |
| -- | -------------------------------- | ------------ |
| 1. | «Halflife»                       | 5:01         |
| 2. | «Trance Awake»                   | 2:00         |
| 3. | «Senzafine»                      | 3:55         |
| 4. | «Hyperfast»                      | 4:57         |
| 5. | «Stars» (Кавер на песню Dubstar) | 4:33         |

## Участники записи
- Кристина Скаббия — женский вокал
- Андреа Ферро — мужской вокал
- Марко Бьяцци — соло-гитара
- Кристиано Миглиоре — ритм-гитара
- Марко Коти Зелати — бас-гитара, клавишные
- Кристиано Моццати — ударные
- Вальдемар Сорыхта — продюсер